# Église Saint-Janvier de Naples
L'église Saint-Janvier (italien : chiesa di San Gennaro) est une petite église de Naples située dans le parc du palais royal de Capodimonte. Elle est consacrée à saint Janvier et dépend de l'archidiocèse de Naples.

## Histoire et description
L'église est construite pour desservir le personnel qui demeurait dans le parc du palais royal. Elle est commandée par Charles VII de Naples en 1745 et élevée au rang d'église paroissiale en 1776. Elle est bâtie selon les plans de Ferdinando Sanfelice, l'un des architectes les plus fameux du XVIIIe siècle napolitain. 
L'architecte donne une façade très simple à l'édifice avec des piliers doriques dans le goût annonçant l'architecture néo-classique. L'intérieur est plein de lumière grâce à une fenêtre ovale décorée sobrement. Il prévoit quatre statues dans des niches représentant saint Philippe, sainte Élisabeth, saint Charles Borromée et sainte Amélie; seules demeurent aujourd'hui celle de saint Charles et celle de sainte Amélie.
Au-dessus du maître-autel se trouve un tableau de saint Janvier du pinceau de Leonardo Olivieri, élève de Francesco Solimena.

## Source de la traduction
- (it) Cet article est partiellement ou en totalité issu de l’article de Wikipédia en italien intitulé « Chiesa di San Gennaro (Napoli) » (voir la liste des auteurs).